# Vacciniaceae
Vacciniaceae is een botanische naam, voor een familie van tweezaadlobbige planten. Een familie onder deze naam wordt zelden erkend door systemen voor plantentaxonomie, maar indertijd wel door het systeem van De Candolle, waarin ze deel uitmaakte van de Calyciflorae. En ook door het systeem van Bentham & Hooker. Tegenwoordig worden de planten ingedeeld in de Ericaceae (de heidefamilie), waar al dan niet een onderfamilie Vaccinoideae erkend wordt.